# Diamond Bar
Diamond Bar is een plaats (city) in de Amerikaanse staat Californië, en valt bestuurlijk gezien onder Los Angeles County.

## Demografie
Bij de volkstelling in 2000 werd het aantal inwoners vastgesteld op 56.287.
In 2006 is het aantal inwoners door het United States Census Bureau geschat op 57.759, een stijging van 1472 (2,6%).

## Geografie
Volgens het United States Census Bureau beslaat de plaats een oppervlakte van
38,2 km², geheel bestaande uit land.

## Plaatsen in de nabije omgeving
De onderstaande figuur toont nabijgelegen plaatsen in een straal van 16 km rond Diamond Bar.

## Trivia
Tiffany Hwang, van de meidengroep Girls' Generation, is in Diamond Bar opgegroeid. Evenals voetbalster Alex Morgan.